# Jewel of the Seas
Die Jewel of the Seas ist ein Kreuzfahrtschiff von Royal Caribbean International. Es zählt zur Radiance-Klasse.

## Geschichte

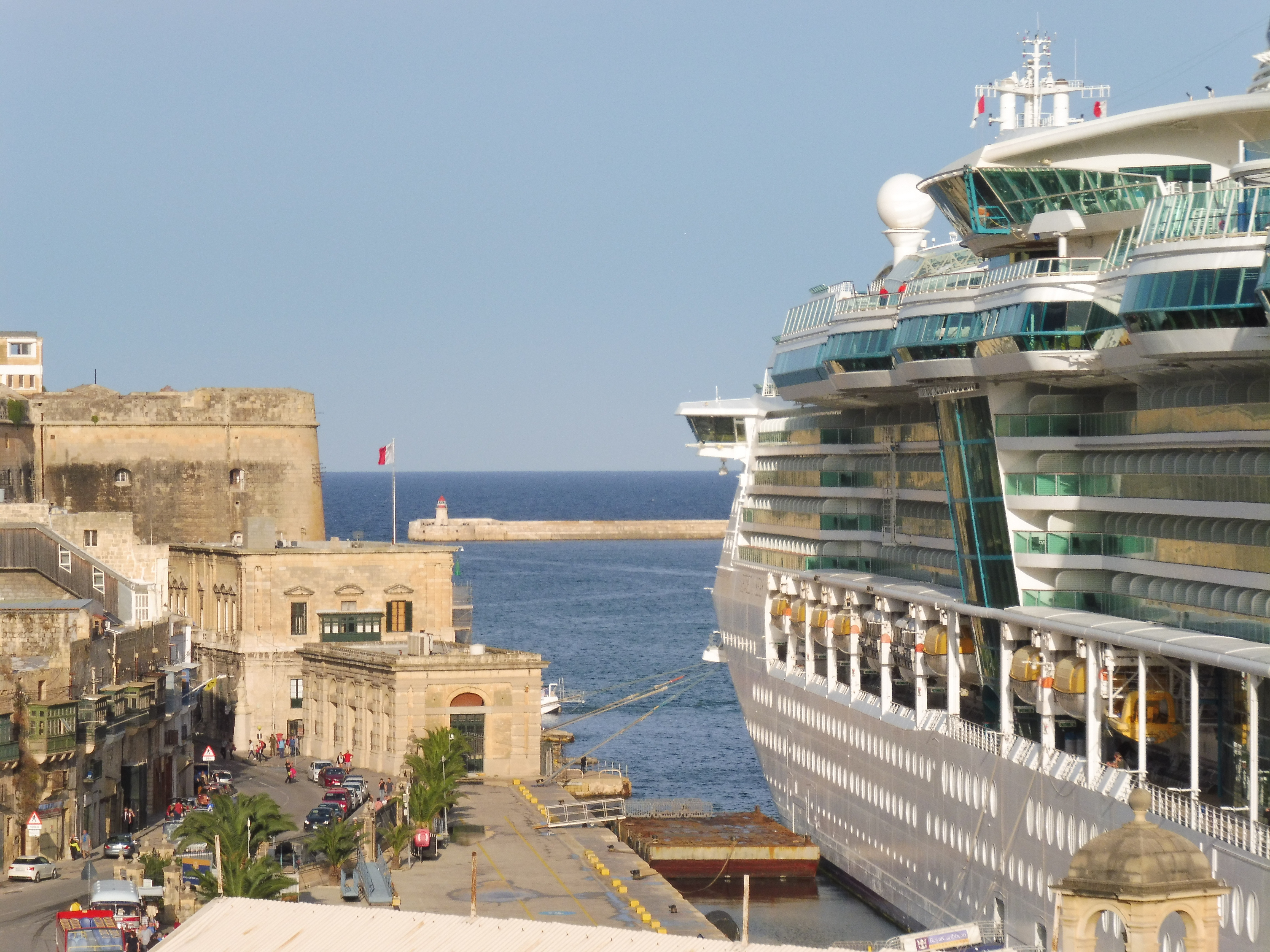
Die Jewel of the Seas in Valletta (Malta)

Das Schiff wurde unter der Baunummer 658 auf der Meyer-Werft in Papenburg gebaut. Die Kiellegung des Schiffes fand am 9. November 2002 statt. Das Schiff wurde am 4. April 2004 mithilfe des Emssperrwerk mit einem Sommerstau in die Nordsee überführt. Das Sperrwerks war bis 1:15 Uhr des 4. April geschlossen worden. Um 2:55 Uhr verließ das Schiff Papenburg. Nach mehrstündiger Fahrt passierte das Schiff gegen 12:30 Uhr das Emssperrwerk.
Die Ablieferung des Schiffes erfolgte am 22. April 2004. Das Schiff kam unter der Flagge der Bahamas mit Heimathafen Nassau in Fahrt. Das Schiff sollte ursprünglich bereits früher abgeliefert werden, die Ablieferung wurde jedoch aufgrund der Terroranschläge am 11. September 2001 verschoben.
Im Mai 2004 wurde es in Dienst gestellt. Die Jungfernfahrt des am 7. Mai 2004 in Southampton getauften Schiffes begann am 8. Mai 2004.
Eine Generalüberholung des Schiffes, die insgesamt 20 Millionen Britische Pfund kostete, wurde im April 2016 abgeschlossen.

### Zwischenfall 2015
Anfang Februar 2015 brach auf dem Weg nach San Juan ein Feuer am Hauptschalter des Schiffes aus. Infolgedessen fielen die Klimaanlagen für rund fünf Stunden und die Toilettenspülungen für rund zwei Stunden aus.

## Technische Daten und Ausstattung
Das Schiff wird von Elektromotoren angetrieben, die auf zwei Propellergondeln wirken. Die Stromerzeugung erfolgt über eine Dampf- und zwei Gasturbinen. Weiterhin wurden zwei Dieselgeneratoren und ein Notdieselgenerator verbaut.
Das Schiff verfügt über 15 Decks, von denen 13 für Passagiere zugänglich sind. An Bord befinden sich 1055 Passagierkabinen. 817 davon sind Außenkabinen, 238 Innenkabinen. 577 der Außenkabinen verfügen über einen eigenen Balkon. Das Schiff wird mit einer Passagierkapazität von 2112 Personen bei Doppelbelegung der Kabinen vermarktet. Ein Teil der Kabinen kann aber auch mit bis zu vier Personen belegt werden, so dass die maximale Passagierkapazität 2502 Personen beträgt.